# 伊森·西格爾
伊森·西格爾（英語：Ethan Siegel，1978年8月3日—）是美國理論天體物理學家和科學作家，以研究大爆炸理論著稱，自2016年以來，他曾在路易斯-克拉克學院擔任教授、ScienceBlogs和Forbes.com上“Starts With a Bang”的部落格作者。